# Paco Llorente
Francisco Llorente Gento (Valladolid, 21 de mayo de 1965), más conocido como «Paco» Llorente, es un exfutbolista español. Es sobrino del mítico extremo del Real Madrid Club de Fútbol «Paco» Gento, y de Julio y Antonio Gento, padre de Marcos Llorente y hermano del también futbolista Julio, así como de los jugadores de baloncesto de élite José Luis y «Toñín».

## Trayectoria
Con tres tíos futbolistas, y sus dos hermanos mayores destacando como jugadores de baloncesto, no era de extrañar que Paco y Julio, también se convertirían en deportistas de élite. Paco comenzó jugando en el modesto Urbis en 1982, para luego pasar al Real Madrid aficionados al año siguiente. No debió destacar mucho en el Real Madrid pues un año después jugaba en el CD Móstoles, donde es descubierto por los ojeadores del Atlético de Madrid que lo fichan para su filial, el Atlético Madrileño, que por aquel entonces jugaba en segunda división.
En la temporada 1986-1987 debuta en primera división con el Atlético de Madrid. Lo hace por la puerta grande, sus buenos regates, su desbordes por banda y sobre todo su increíble velocidad no pasan desapercibidas convirtiéndose en uno de los jugadores revelación de la liga. Al año siguiente,  ficha por el Real Madrid, se convierte en el primer jugador en aplicar la cláusula de rescisión unilateral del contrato, habilitada por el decreto 1006.
Llega al Real Madrid C. F., campeón con «La quinta del Buitre», que es casi intratable en la liga y en Europa. A pesar de que no logra hacerse un hueco de titular, pues en la delantera Butragueño, estandarte del equipo, y el goleador Hugo Sánchez son inamovibles, durante este año tendrá uno de los momentos de mayor gloria de su carrera. Se enfrentaban el Real Madrid y el FC Oporto a la sazón el vigente campeón de Europa. El uno cero que campeaba en el marcador del estadio luso daba la eliminatoria a favor de los portugueses. Para la segunda parte, Llorente entró en el campo, y de dos impresionantes jugadas en las que recordó a su mítico tío, dio dos balones de gol a Míchel que de formidable golpeo dio la vuelta al marcador.
En esta temporada jugó su único partido con la selección, en un partido decisivo para la clasificación de España para la Eurocopa de Alemania 1988. El rival era Albania y Llorente hizo un gol, pero no fue convocado por Miguel Muñoz para acudir a la cita de Alemania.
En los siguientes años Llorente fue uno de los suplentes más valorados de la plantilla, e incluso llegó a disputar el puesto de titular con Butragueño. Es especialmente recordado sobre todo cuando fue titular en detrimento de Butragueño en el partido de vuelta de cuartos de final entre el Real Madrid y el PSV Eindhoven, en la que el Real Madrid volvió a eliminar a un campeón de Europa, aunque no logró el título.
La salida de Leo Beenhakker, el entrenador que había confiado en él y la llegada de John Benjamin Toshack supusieron el principio de su declive en el Real Madrid. No obstante siguió perteneciendo a la plantilla del Real Madrid hasta el año 94, teniendo incluso que abandonar su puesto de extremo nato para jugar de lateral derecho en tiempo de Benito Floro.
Tras salir del Real Madrid jugó en el SD Compostela, donde recuperó la titularidad y donde durante cuatro temporadas todavía demostró el gran talento y las cualidades que poseía y que nunca terminaron de ser valoradas en su Real Madrid.

## Clubes
| Club                          | País   | Año     |
| ----------------------------- | ------ | ------- |
| C.F. Urbis                    | España |         |
| Real Madrid aficionados       | España |         |
| CD Móstoles                   | España | 1984-85 |
| Atlético Madrileño            | España | 1985-86 |
| Atlético de Madrid            | España | 1985-87 |
| Real Madrid Club de Fútbol    | España | 1987-94 |
| Sociedad Deportiva Compostela | España | 1994-98 |

## Palmarés
- 3 Ligas (1987-88, 88-89, 89-90)
- 2 Copas del Rey (1989 y 1993)
- 4 Supercopas de España (1989, 90, 91 y 94)

## Internacionalidades
- 1 vez internacional con España.
- Debutó con la La roja en Sevilla el 18 de noviembre de 1987 contra Albania, marcando un gol.
- Campeón de Europa sub-21 en el año 1986.